# SU Persei
SU Persei é uma estrela localizada a 9.000 anos-luz da Terra na constelação Perseus. Possui um tipo espectral M3-M4 Iab, o que indica que é uma supergigante vermelha de luminosidade intermediária. Pode ser encontrada nas coordenadas astronômicas RA 02h 22m 06.89s, DEC +56° 36′ 14.9″ e tem uma magnitude aparente variando entre 7,2 e 8,7.
Observações com o interferômetro CHARA [en] durante 2015 e 2016 mostram que a estrela tem um diâmetro angular entre 3.51 e 3.68 miliarcosegundos. Considerando sua distância de 2767 parsecs da Terra, isso se traduz em um raio entre 1044 a 1139 vezes o do Sol, o que a torna uma das maiores estrelas conhecidas. Uma estimativa mais antiga de Levesque et al. (2005) baseado em sua luminosidade e temperatura coloca seu raio em 780 raios solares.
Sua massa é estimada em 13 vezes a do Sol. SU Persei possui uma temperatura superficial de 3650 K, o que é aproximadamente 2100 K mais frio que o Sol, e lhe dá uma cor avermelhada típica de supergigantes vermelhas. Baseado na sua magnitude bolométrica, a estrela é 90.000 vezes mais luminosa que o Sol. Sua gravidade de superfície é de 0.3 cgs, ou seja, apenas 0.002 vezes a da Terra. Isso se dá por causa da grande extensão de sua superfície, que chegaria próximo da órbita de Júpiter se colocada no Sistema Solar.
SU Persei se classifica como uma variável semiregular, e seu brilho varia entre as magnitudes 7.2 e 8.7 em um período de 533 dias. Foi identifcada como uma estrela variável em 1907 por Henrietta Leavitt. Por causa de poeira estelar entre a Terra e a estrela, seu brilho aparente é diminiudo em duas magnitudes.